# Silence Records
Silence Records est un label musical suédois basé à Koppom dans la commune d'Eda et fondé en 1970 par Anders Lind et Joseph Hochhauser.

## Artistes
- Bob Hund
- Dag Vag
- Bo Hansson
- Philemon Arthur and the Dung
- Samla Mammas Manna